# Heiko Jung (Schlagzeuger)

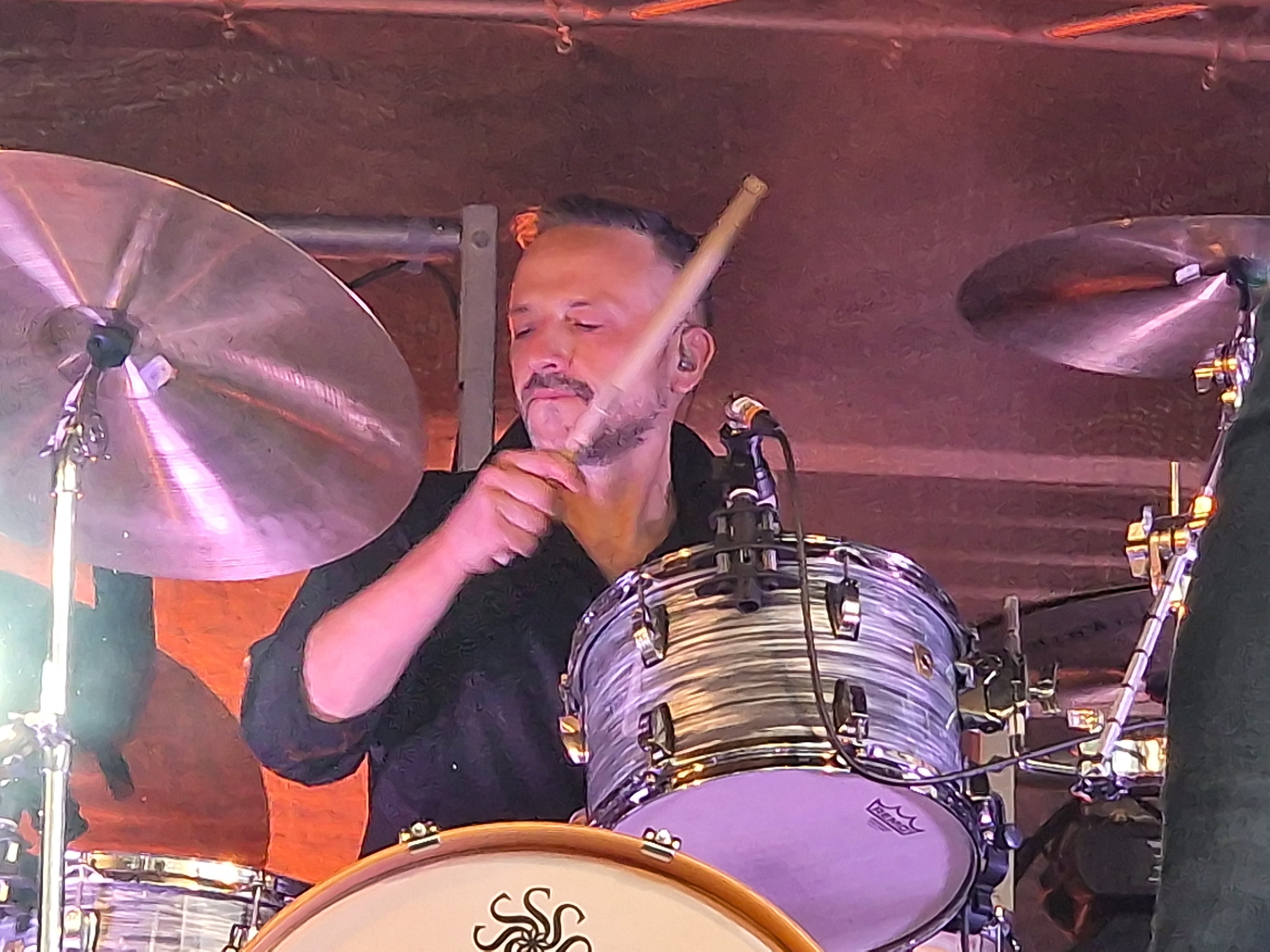
Heiko Jung bei einem Auftritt mit Karat, 2023

Heiko Jung (* 17. Dezember 1971 in Mühlhausen/Thüringen) ist ein deutscher Schlagzeuger in den Genres Jazz, Rock- und Popmusik.

## Leben und Wirken
Jung wuchs in seiner Geburtsstadt auf. Ab seinem siebten Lebensjahr erhielt er Klavier- und Schlagzeugunterricht. Er studierte Klassisches Schlagwerk an der Hochschule für Musik Franz Liszt Weimar und nahm zudem Unterricht bei Ari Hoenig, Jeff Hamilton, Jeff Hirshfield, John Marshall, Jojo Mayer, Ed Soph, Gary Chaffee und Steve Smith.
Ab 1998 wohnte Jung in Dresden. Er spielte mit Dirk Michaelis, mit der Berliner Sängerin Christiane „Bobo“ Hebold (Bobo in White Wooden Houses), dem Matthias Bätzel Trio, Uschi Brüning und Ernst-Ludwig Petrowsky, dem Lorenzo Frizzera Trio und mit Veronika Fischer sowie in verschiedenen Theaterproduktionen unter anderem des Staatsschauspiel Dresden und der Staatsoperette Dresden.
Zuvor spielte Jung auch mit Künstlern wie Joey DeFrancesco, Rhoda Scott, Alberto Marsico, Jiggs Whigham, Philipp van Endert, der Thüringen Big Band, dem Misha Piatigorsky Trio, Ulla Meinecke, Gustl Mayer, Wolfgang Schlüter, Barbara Dennerlein, der Fanny Krug Band, Wolfgang Köhler, Torsten Goods und Werner Neumann.
Von Oktober 2000 bis Juli 2022 hatte Jung einen Lehrauftrag für Schlagzeug im Studiengang Jazz/Popularmusik der Hochschule für Musik und Theater „Felix Mendelssohn Bartholdy“ Leipzig. Seit 2023 spielt er das Schlagzeug bei Karat.

## Diskographie (Auswahl)
- Uschi Brüning: So wie ich (2015), nominiert für den ECHO Jazz 2017[3]
- Die Zöllner: In Ewigkeit[4]
- Northern Lite vs.  The White Noize: Wooden Playground (2014)[4]
- Volker Braun Trio: Bach and More (2009)[5]
- Lorenzo Frizzera Trio feat. Joey DeFrancesco: Everything Can Change (2008)[6]
- Veronika Fischer: Unterwegs zu Mir (2008)[4]
- Michael Arnold Quartett: Straight and Curved (2007)[7]
- Nassler & Schneider: Plan B (2005)[8]
- I believe in music (2003)[6]
- 4Unique: Runaway (1999)[4]